# Ваало
Ваало (1560—1855) — держава на Заході Африки, що утворилася внаслідок занепаду імперії Волоф. Тривалий час боролася проти північних сусідів — берберських і арабських племен. На початку XIX ст. потрапила у залежність до французької Сенегальської компанії. 1855 року приєднано до колонії Сенегал.

## Історія
Ймовірно протодержава Ваало утворилася невдовзі після занепаду Текрур у 1287 році. Згодом опинилася під зверхністю імперії Малі. 1350 року увійшла до складу імперії Волоф. Відтоді тут стала панувати династія Мбодж, що змінила старовинний рід Брак. Згодом брак став значити титул правителя Ваало. На початку 1440-х років встановлюються торгівельні відносини з португальцями, що сприяло посиленню самостійності та наповненості скарбниці.
У 1549 році з початком розпаду імперії Волоф місцеві правителі також намагалися здобути незалежність. Це вдалося до 1560 року. 1600 року, зазнавши поразки, Ваало мусило визнати зверхність імперії Фута Торо.
1638 року надано право французам заснувати форт на острові Бокос. 1659 року його перенесено на о. Ндар та перейменовано на Сен-Луїс. 1673 року починаються конфлікти з імаматом зуайя. після поразки й загибелі брака Фара Кумба Мбоджі, його наступник — Єрім Коде визнав зверхність імамату. Але 1675 році останній за підтримки французів повалив залежність.
З 1676 року починаються війни проти імперії Фута Торо. 1715 року внаслідок ослаблення Фута Торо брак Єрім Мбан'їк зумів скинути ярмо цієї імперії. За цим переніс столицю до Ндйані. 1733 року столицю знову перенесено — тепер до Ндеру. Водночас браки усіляко перешкоджали втручанню французьких губернаторів Сен-Луїсу та торгівців у справи Ваало. З 1748 року брак Нд'як Арам Бакар активно втручається у справи держави Кайор, користуючись тамтешньою боротьбою за трон.
1766 року починається боротьба за трон між гілками правлячої династії — Теед'єк і Діус, що тривала до 1786 року і суттєво послабила державу. Цим скористався емірат Трарза на півночі, війська якого регулярно стали вдиратися на територію Ваало. 1820 року напад Трарзи був особливо спустошливим. 1833 року для припинення нападів укладено шлюб між Н'ємбот Мбодж, спадкоємицею Ваало і Мухаммадом аль-Хабібом еміром Трарзи.
Водночас у 1825 році почалася боротьба за трон, що тривала до 1840 року. Також посилився французький тиск на Ваало. З 1846 року почалися постійні конфлікти з французькими колоністами в Сен-Луїсі. Зрештою 1855 року французькі загони захопили територію держави, поваливши брака Мьо Мбоді. 1859 року лінгере (королева) Ндате Ялла Мбодж в битві біля Ніубулду зазнала нищівної поразки. В результаті Ваало остаточно приєднали до Колонії Сенегал.

## Територія і населення
Розташовувалося в нижній течії та дельті річки Сенегал та навколо озера Г'єр. В часи піднесення на півдні сягала сучасного міста Кеур-Момар-Сарр (Сенегал). В межі держави також входили сучасні департаменти Кер-Масен, Ркіз, Росо мавританської області Трарза.
Столицею було місто Ндіурбел. У XVIII ст. перенесено до Ндйані (неподалік сучасного Ришар-Толя), а потім — південніше — до Ндеру.
Основу становили народи волоф і маври, також значну частку являли тукулери, сонінке та фульбе.

## Устрій
На чолі стояв володар (брак). Значний вплив мала лінгере (королева), що часто походила з конкуруючої династії. В результаті зберігався своєрідний паритет в пануванні державою. Влада брака обмежувала радою і впливовими аристократами і шляхтичами, наймогутнішими серед яких були роди Діав, Гайє, Ваде, Ндіайе, Ндіук, Діоп.
За патрилінійною групою зберігалася династія Мбодж. Але першість надавали материнській лінії. Спочатку її представляв маврський рід Логар, згодом її змінив фуланський рід Теед'єку. Останній повалив серерський рід Діус.
Брака з правлячої династії обирала рада (себ-ак-баор), що складалася з 3 великих виборщиків: діогомая, («господаря води»), діавудіна («господаря землі»), кангаме (намісника головної провінції), а також очільників провінцій і маало (державного скарбника).
Ваало поділялося на провінції: Рікет, Маанга, Гаммало, Марваял, Тунгеен, Нджав, Н'ювар та Налеву. Всі вони керуються різними династіями та різними представниками аристократії

### Браки Ваало
- Нд'ак Кумба Нан Санго (1547—1556)
- Нд'ак Ко Ндяй Мбан'їк (1556—1565)
- Мбані Натаго (1565—1574)
- Ма Модже Ндіак (1574—1583)
- Єрім Мбанік (1583—1592)
- Єрім Коде (1592—1601)
- Фара Тако (1601—1610)
- Фара Пенда Тег Рел (1610—1619)
- Т'яка Дааро Хот (1619—1628)
- Натаго Фара Д'як (1628—1637)
- Натаго Єрім (1637—1646)
- Фара Пенда Д'єнг (1646—1655)
- Тані Фара Ндяк (1654—1665)
- Фара Кумба Діусс (1665—1673)
- Єрім Коде (1673—1676)
- Фаракой Дьоп (1676—1679)
- Фара Пенда Ланган Дайям (1679—1683)
- Фара Ко Ндаама (1683)
- Фара Айса Набев (1683—1684)
- Натаго Харі Дааро (1684—1685)
- Бер Т'яака (1685—1716)
- Єрім Мбан'їк Арам Бакар (1716—1732)
- Нд'як Арам Бакар (1732—1757)
- Натаго Арам (1757—1767)
- Єрім Ндате Мбубу (1767—1768)
- Мьо Мбоді Кумба Кхебі (1768)
- Єрім Мбан'їк Анта Діоп (1768—1770)
- Єрім Коде Фара Буне (1770—1771)
- Нд'як Хурі (1771—1782)
- Мабодже Кумба (1775—1776)
- Фара Пенда Тег Релла (1782—1795)
- Нд'як Кумба Хурі Яй (1795—1805)
- Сайодо Ясін Мбодже (1805—1810)
- Кулі Мбааба (1810—1816)
- Амар Фатім Мборсо (1816—1825)
- Єрім Мбан'їк Тег Релла (1825—1827)
- Фара Пенда Адам Саль (1827—1830), вперше
- Кхерфі Ксарі Дааро (1830—1832), вперше
- Фара Пенда Адам Саль (1832—1833), вдруге
- Кхерфі Ксарі Дааро (1833—1835), вдруге
- Фара Пенда Адам Саль (1835—1840), втретє
- Мьо Мбоді Малік (1840—1855)

## Економіка
Основу становили землеробство, рибальство і торгівля. В значній кількості вирощувалися індиго, просо, бавовна, баштанові, цукрова тростина, гуміарабік. Вигідне розташування уздовж гирла річки Сенегал та атлантичного узбережжя сприяло розвиненому вилову риби та її переробці. З появою в середині XV ст. португальців, а згодом французів спричинило піднесення торгівлі.